# West Coast Phoenix 2022
Questa voce raccoglie le informazioni riguardanti le West Coast Phoenix nelle competizioni ufficiali della stagione 2022.

## Naisten Vaahteraliiga 2022

### Stagione regolare
| Mikkeli 15 maggio 2022, ore 14:00 1ª giornata | Mikkeli Bouncers | 14 – 0 (7-0 7-0 0-0 0-0) referto | West Coast Phoenix | Urpolan tekonurmi (70 spett.)\| Arbitro: \| T. Heiskanen \| |
| Arbitro:                                      | T. Heiskanen     |                                  |                    |                                                             |

| Rusko 21 maggio 2022, ore 14:00 2ª giornata | West Coast Phoenix | 20 – 32 (0-0 6-20 6-0 8-12) referto | Turku Trojans | Kirkonkylän urheilukenttä (70 spett.)\| Arbitro: \| J. Sipi \| |
| Arbitro:                                    | J. Sipi            |                                     |               |                                                                |

| Tampere 28 maggio 2022, ore 12:00 3ª giornata | Tampere Saints | 34 – 26 (14-0 14-6 6-7 0-13) referto | West Coast Phoenix | Pyynikin urheilukenttä (94 spett.)\| Arbitro: \| K. Lahtinen \| |
| Arbitro:                                      | K. Lahtinen    |                                      |                    |                                                                 |

| Raisio 12 giugno 2022, ore 14:00 4ª giornata | West Coast Phoenix | 14 – 18 (0-0 6-6 0-0 8-12) referto | Lohja Lionesses | Kerttulan urheilukenttä (75 spett.)\| Arbitro: \| M. Makarainen \| |
| Arbitro:                                     | M. Makarainen      |                                    |                 |                                                                    |

| Helsinki 19 giugno 2022, ore 12:00 5ª giornata | Helsinki Wolverines | 46 – 6 (18-6 16-0 12-0 0-0) referto | West Coast Phoenix | Velodromo di Helsinki (70 spett.)\| Arbitro: \| J. Kalliokoski \| |
| Arbitro:                                       | J. Kalliokoski      |                                     |                    |                                                                   |

| Turku 2 luglio 2022, ore 19:00 6ª giornata | Turku Trojans | 55 – 0 (14-0 17-0 7-0 17-0) referto | West Coast Phoenix | Yläkenttä (120 spett.)\| Arbitro: \| R-V Suojanen \| |
| Arbitro:                                   | R-V Suojanen  |                                     |                    |                                                      |

| Raisio 9 luglio 2022, ore 14:00 7ª giornata | West Coast Phoenix | 6 – 38 (0-12 0-8 6-18 0-0) referto | Mikkeli Bouncers | Kerttulan urheilukenttä (20 spett.) |

| Raisio 17 luglio 2022, ore 14:00 8ª giornata | West Coast Phoenix | 26 – 40 (7-0 6-24 6-8 7-8) referto | Tampere Saints | Kerttulan urheilukenttä (50 spett.) |

| Raisio 24 luglio 2022, ore 14:02 9ª giornata | West Coast Phoenix | 20 – 42 (7-14 0-14 7-8 6-6) referto | Helsinki Wolverines | Kerttulan urheilukenttä (30 spett.) |

| Lohja 20 agosto 2022, ore 13:00 10ª giornata | Lohja Lionesses | 20 – 0 (0-0 0-0 6-0 14-0) referto | West Coast Phoenix | Harjun nurmikenttä (102 spett.)\| Arbitro: \| R-V Suojanen \| |
| Arbitro:                                     | R-V Suojanen    |                                   |                    |                                                               |

## Statistiche di squadra
| Competizione      | %Vittorie | In casa | In casa | In casa | In casa | In casa | In casa | In trasferta | In trasferta | In trasferta | In trasferta | In trasferta | In trasferta | Totale | Totale | Totale | Totale | Totale | Totale |
| Competizione      | %Vittorie | G       | V       | N       | P       | Pf      | Ps      | G            | V            | N            | P            | Pf           | Ps           | G      | V      | N      | P      | Pf     | Ps     |
| ----------------- | --------- | ------- | ------- | ------- | ------- | ------- | ------- | ------------ | ------------ | ------------ | ------------ | ------------ | ------------ | ------ | ------ | ------ | ------ | ------ | ------ |
| Stagione regolare | .000      | 5       | 0       | 0       | 5       | 86      | 170     | 5            | 0            | 0            | 5            | 32           | 169          | 10     | 0      | 0      | 10     | 118    | 339    |
| Totale            | .000      | 5       | 0       | 0       | 5       | 86      | 170     | 5            | 0            | 0            | 5            | 32           | 169          | 10     | 0      | 0      | 10     | 118    | 339    |

## Statistiche personali

### Marcatrici
| Giocatore    | Ruolo | TD rush | TD recv | TD int | TD p.ret | TD k.ret | TD oth | Xp1 | Xp2 | FG | Saf | Totale |
| ------------ | ----- | ------- | ------- | ------ | -------- | -------- | ------ | --- | --- | -- | --- | ------ |
| Heino        |       | 2       | 5       | 0      | 0        | 0        | 0      | 7   | 0   | 0  | 0   | 49     |
| Jansen       |       | 1       | 5       | 0      | 0        | 0        | 0      | 0   | 0   | 0  | 0   | 36     |
| S. Perttula  |       | 3       | 0       | 0      | 0        | 0        | 0      | 0   | 0   | 0  | 0   | 18     |
| S. Heikkinen |       | 1       | 1       | 0      | 0        | 0        | 0      | 0   | 0   | 0  | 0   | 12     |
| N. Railonmaa |       | 0       | 1       | 0      | 0        | 0        | 0      | 0   | 1   | 0  | 0   | 8      |

### Passer rating
| Giocatore | G  | Att | Comp | Int | Yds | TD | NFL   | NCAA  |
| --------- | -- | --- | ---- | --- | --- | -- | ----- | ----- |
| Sulin     | 10 | 265 | 97   | 14  | 928 | 11 | 39,00 | 69,15 |